# یوله هاکه
یوله هاکه (آلمانی: Jule Hake؛ زادهٔ ۲۴ سپتامبر ۱۹۹۹) قایقران کایاک زن اهل آلمان است.
وی در مسابقات کشوری و بین‌المللی در مجموع برندهٔ ۴ مدال نقره، ۵ مدال برنز شده است.